# AIDAstella
AIDAStella es un crucero de clase Sphinx, construido en Meyer Werft para AIDA Cruises. Ella es la séptima nave de la serie Sphinx, precedida por los buques hermanos AIDAdiva, AIDAbella, AIDAluna, AIDAblu, AIDAsol y AIDAmar.
AIDAstella es del mismo tamaño que sus naves hermanas (71,300 toneladas brutas). Dos hélices de cinco palas conducen a través del agua a 21 nudos. Ella también presenta un par de propulsores de proa, un par de propulsores de popa, un par de estabilizadores y timones gemelos.
Del 3 de marzo al 8 de marzo de 2018, AIDAstella fue a dique seco en Dubái. Como resultado de la remodelación, recibió el bar de helados Langnese Happiness Station y el centro de juegos para el club de adolescentes. Numerosos locales públicos fueron remodelados.